# 千代田会館
千代田会館（ちよだかいかん）は、東京都千代田区にある建築物。中部日本放送（本社：名古屋市）が当ビルの運営会社の親会社である。

## 概要
千代田会館は1967年3月28日に竣工。中部日本放送（CBC）（現業子会社CBCテレビ・CBCラジオ含む）の東京支社が併設されており、ビルの最上部に「CBC」「中部日本放送」の文字が掲げられている。また道路交通情報の拠点である日本道路交通情報センターの九段センターもここにある。
隣には旧千代田区役所本庁舎があり、千代田会館8階と空中連絡通路で結ばれていた。その後2007年に区役所が現庁舎に移転し、旧庁舎が閉鎖されたため通路も使用を中止し、その後旧庁舎の取り壊しの前後に撤去された。またかつては千代田区公会堂（後述）も存在していた他、新庁舎が完成する前までテナントとして千代田区役所の一部の部署が入居していた。現在も1階に「千代田区観光協会」が入居する。
CBCラジオでネットされている「オールナイトニッポン」は、東京支社でニッポン放送からのラインを受け、CBCラジオ本社へ送られている。また放送用スタジオも設置されており、CBCラジオの一部の番組はここで収録されている。
CBCテレビでは、主に年末の特別番組において、（他のCBCのグループ企業とともに）千代田会館のテレビコマーシャルが放送される。

## テナント
（2021年11月現在）

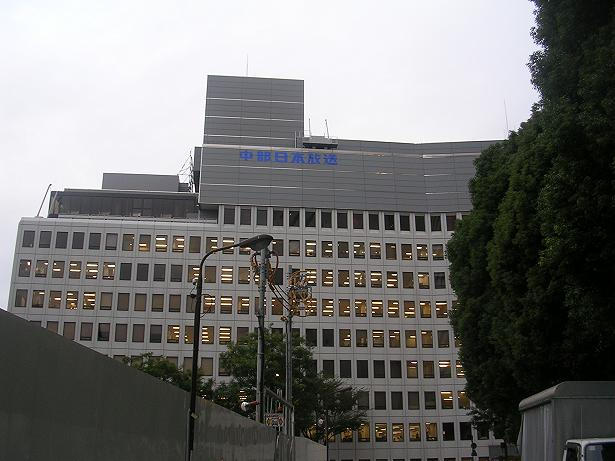
千代田会館外観（別アングルから）

- 中部日本放送（CBCテレビ・CBCラジオ）東京支社 - ラジオ生放送対応のスタジオも保有
- 千代田区千代田保健所生活衛生課[3]- 旧千代田区公会堂のフロア
- 毎日新聞出版
- 東京コニックス
- 戸田建設
- ミヤコ化学
- レベスト
- 一般財団法人日本遺族会
- 公益財団法人日本道路交通情報センター九段センター
- 一般社団法人千代田区観光協会
- アイセイ薬局

ほか

## 千代田区公会堂
千代田区公会堂（ちよだくこうかいどう）は同会館8階に存在していた多目的ホール。812名収容で主に演奏会や映画の試写会などに対応していた。
しかし渋谷公会堂の石綿の使用判明を契機に、当公会堂も調査を行ったところ、2005年に石綿の使用が判明し、同年9月の区議会で廃止案を全会一致で可決。2006年3月に閉館した。退去後にはジャパンケーブルキャストが入居したが本社移転により退去し、2021年現在は千代田区役所の一部の部署が入居している。また、かつて使用されていたホールは千代田区役所の倉庫として現在は使用されている。